# Saw X
Saw X je americko-mexický hororový film z roku 2023, který režíroval Kevin Greutert.
Jedná se o desátý díl filmové série Saw. V hlavních rolích se vrátili Tobin Bell jako John Kramer a Shawnee Smithová jako Amanda Young.

## Děj
Děj filmu se chronologicky odehrává mezi prvním a druhým dílem.
John Kramer (Tobin Bell) trpící rakovinou se vydává do Mexika na experimentální léčbu vedenou doktorkou Cecilií Pedersonovou (Synnøve Macody Lund) a jejími spolupracovníky, která mu má zachránit život. Když však zjistí, že se jedná o podvod, který má z obětí toužících po šanci na život získat velké množství peněz, unese se svou spolupracovnicí Amandou (Shawnee Smithová) odpovědné osoby a vystaví je jejich typickým smrtelným pastím.